# Leonardo Cominotto
Leonardo Cominotto (Pordenone, 11 marzo 1898 – Venezia, 28 febbraio 1966) è stato un pittore italiano.

## Biografia
A due anni rimane orfano di padre. La madre veneziana, rimasta vedova, ritornò con i figli a Venezia. 
Da giovanissimo viene avviato alla pittura dallo zio, valente pittore di nature morte.
Nel 1914, seguendo la sua passione per la pittura, si iscrive all'Accademia di Belle Arti di Venezia.
Chiamato alle armi nel corso della prima guerra mondiale, è in servizio nella valle del Natisone quando avviene la ritirata di Caporetto.
Congedato alla fine del conflitto nel 1918, riprende gli studi interrotti e, per aiutare la famiglia in precarie condizioni economiche, lavora come decoratore di vetri a Murano. All'Accademia è allievo di Augusto Sèzanne e frequenta la scuola libera del paesaggio di Guglielmo Ciardi. 
Si diploma nel 1920, ottiene un posto come insegnante e continua nella sua intensa attività pittorica.
All'inizio della seconda guerra mondiale, viene inviato dal Ministero degli Esteri presso l'Istituto di Cultura Italiano come insegnante nel Liceo Italiano, prima in Grecia a Salonicco nel 1941, e successivamente nel 1942 in Romania, a Bucarest. 
Durante questo periodo si dedica prevalentemente ai ritratti, ed esegue quello della Principessa Elena di Grecia, moglie del Re Carol II di Romania. Conosce il pittore di corte Eustache Stoenescu, e tra i due pittori si instaura un rapporto di amicizia che durerà fino alla morte dell'amico romeno avvenuta a New York nel 1957.
Nel 1946 rientra a Venezia dove continua a dedicarsi alla pittura fino alla sua morte improvvisa nel 1966.